# Puente de camino de sirga

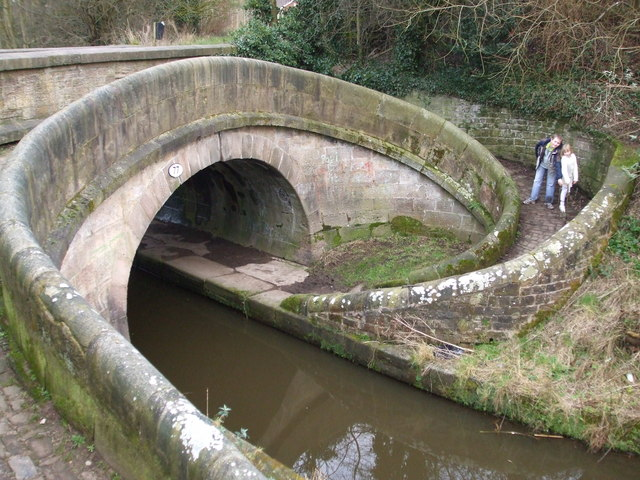
Puente de camino de sirga en el canal de Macclesfield, diseñado con una rampa en espiral que evitaba la necesidad de desenganchar y volver a enganchar a la caballería la soga de remolque del bote

Se denomina puente de camino de sirga (en inglés, roving bridge, changeline bridge, turnover bridge, o snake bridge) al que está construido sobre un canal para permitir que un caballo que remolca un bote pueda cruzar el canal cuando el camino de sirga cambia de lado.

## Tipos
| Cambio de lado de un camino de sirga sin desenganchar la soga de remolque: [1]: Sin considerar el problema [2]: Pasando la soga de remolque por una ranura [3]: Pasando el camino por debajo del puente [4]: Igual, pero con una rampa en espiral |

El cambio de lado del canal de un camino de sirga a menudo implicaba desenganchar la soga de remolque, una operación a veces compleja y que ralentizaba el transporte. Por ello, en algunos canales se construyeron los puentes de manera que no había necesidad de hacerlo, colocando las dos rampas en el mismo costado del puente (es decir, ambas aguas arriba o aguas abajo; véase la foto central) de forma que el caballo en su recorrido giraba 360 grados. En el canal de Macclesfield se logró este efecto construyendo rampas en espiral, mientras que en el canal de Stratford-upon-Avon se construyeron puentes de hierro de dos mitades en voladizo, dejando una ranura en el medio para permitir el paso la cuerda de remolque de un costado del puente al otro. Este diseño era conocido como  puente dividido. Por razones de costo, muchos puentes ordinarios del canal de Stratford-upon-Avon (que carecían de camino de sirga) se construyeron de esta manera.
También fueron necesarios puentes en los cruces de canales y donde el camino de sirga era interrumpido por conexiones laterales con otros ramales del canal. Estos son estrictamente hablando puentes laterales, pero a menudo se consideran puentes de caminos de sirga. Los más conocidos se localizan en Hawkesbury Junction y Haywood Junction. El canal de Birmingham Navigations tiene muchos ejemplos, principalmente de hierro fundido, que daban continuidad a los caminos de sirga a través de los ramales que alimentaban las fábricas.
Las rampas del puente suelen estar pavimentadas con filas alternas de ladrillos que sobresalen para evitar que resbalen los cascos de los caballos. Estos puentes solían estar construidos de hierro fundido (particularmente en áreas industriales), de ladrillo o de piedra.

## Imágenes
|  |  |  |